# Mario Silvestrelli
Mario Silvestrelli (Ancona, 19 aprile 1920 – ...) è stato un calciatore italiano, di ruolo centrocampista.
Era anche noto come Silvestrelli IV.

## Carriera
Con la maglia dell'Anconitana, con cui gioca fin dalla stagione 1936-1937, disputa due campionati di Serie B dal 1939 al 1941, e uno di Serie C, nel quale realizza 27 reti formando con Gustavo Fiorini, a segno 31 volte, una efficacissima coppia-gol, e trascinando i marchigiani al ritorno immediato fra i cadetti.
A fine stagione viene prelevato dal Liguria, con cui esordisce in Serie A nella stagione 1942-1943, realizzando 4 reti in 19 incontri non sufficienti ad evitare ai rossoneri l'ultimo posto finale.
Nel 1946 torna a Genova per indossare la maglia della neonata Sampdoria per due stagioni, senza riuscire ad imporsi da titolare (10 presenze complessive) ma realizzando nella seconda stagione due notevoli exploit, mettendo a segno una tripletta (la prima realizzata in campionato da un calciatore blucerchiato) nel successo interno (5-2) con la Juventus ed una doppietta nel successo esterno sull'Inter.
In carriera ha collezionato complessivamente 29 presenze e 9 reti in Serie A e 39 presenze e 2 reti in Serie B.

## Palmarès

### Club

#### Competizioni nazionali
- Serie C: 1

Anconitana-Bianchi: 1941-1942